# Cáp treo Fansipan

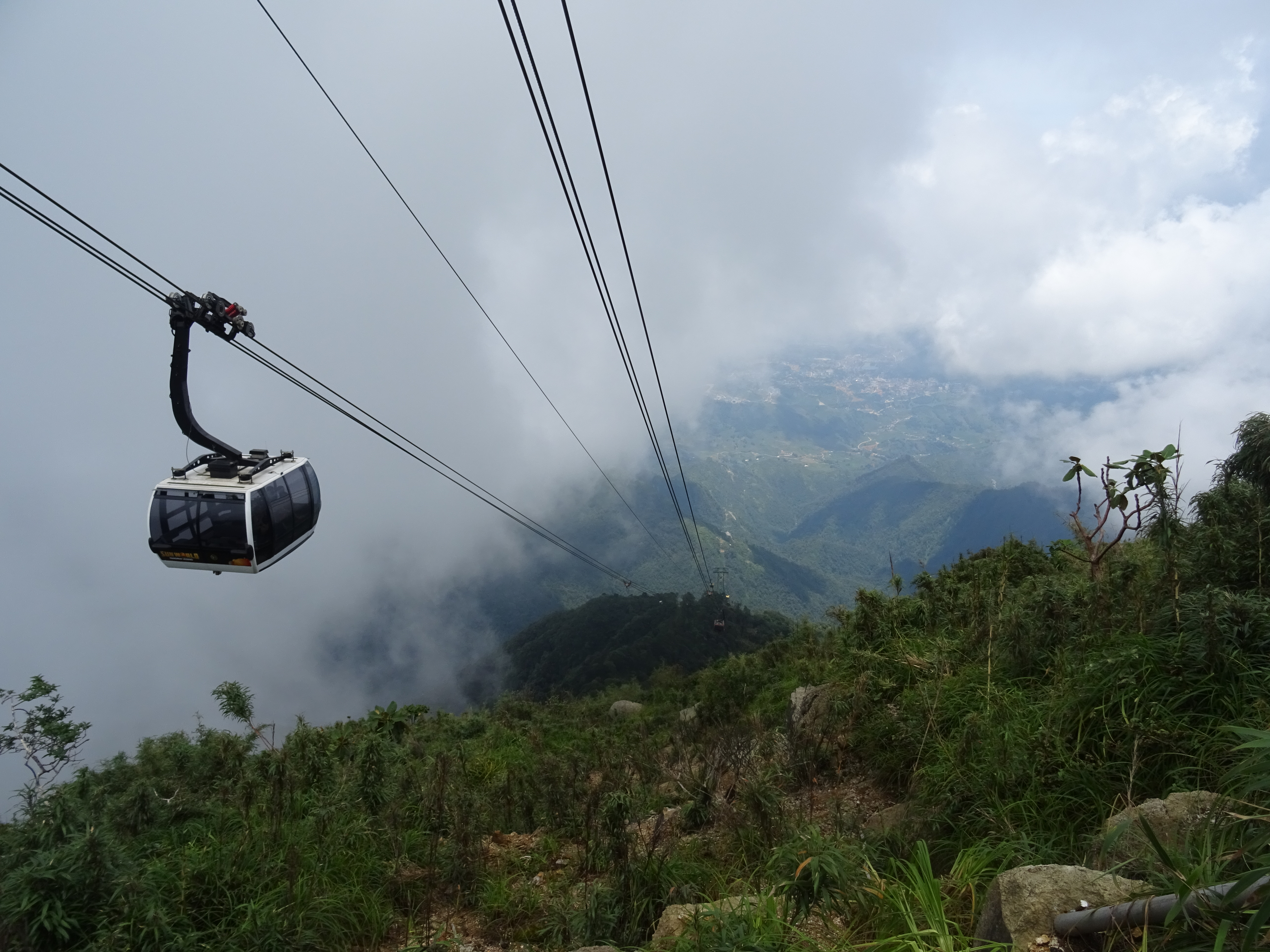
Cáp treo Fansipan

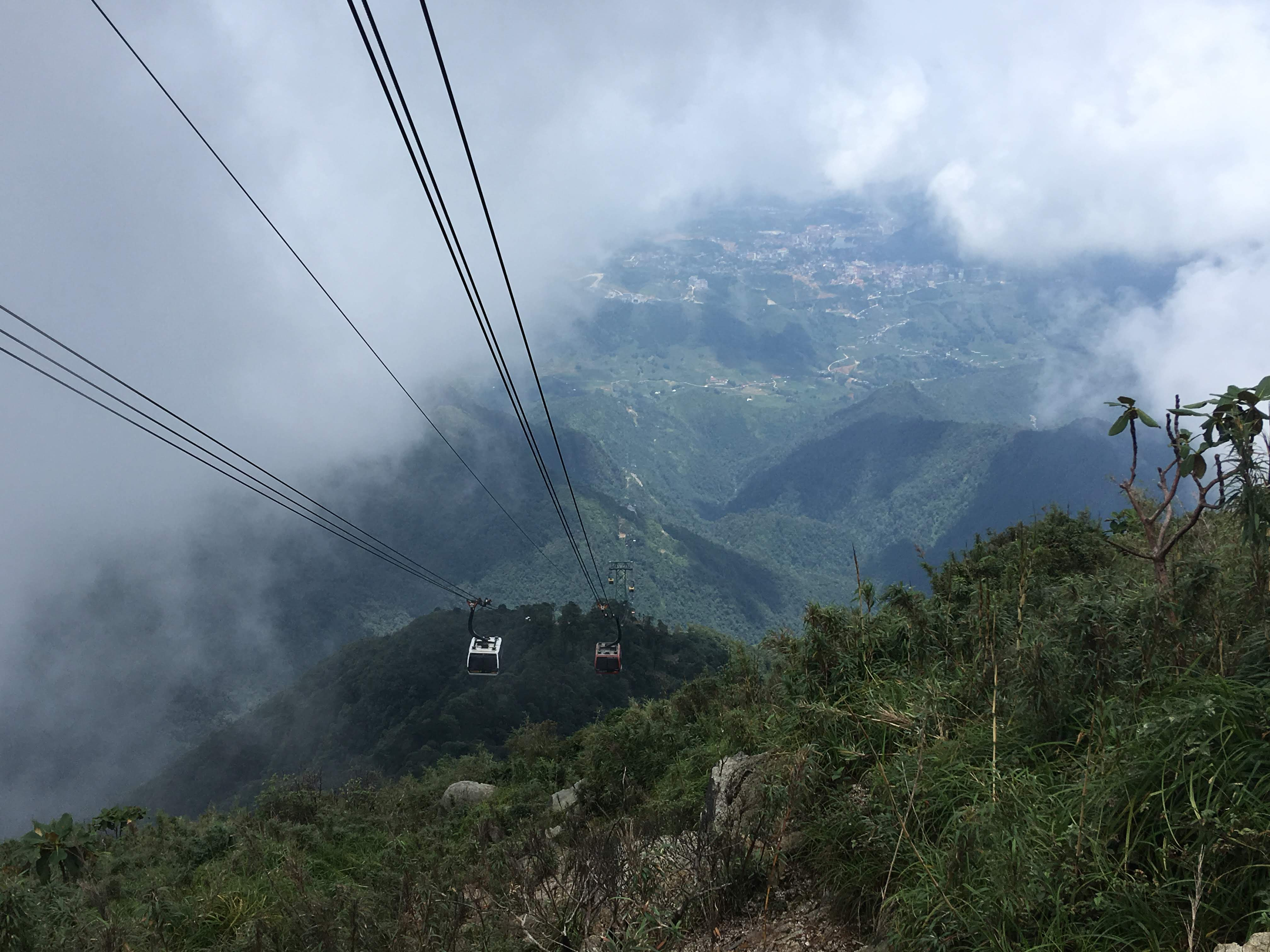
Thị xã Sa Pa nhìn từ cáp treo

Cáp treo Fansipan là một tuyến cáp treo tại thị xã Sa Pa, tỉnh Lào Cai, Việt Nam, nối từ trung tâm thị xã lên đỉnh Fansipan.
Đây là tuyến cáp treo ba dây hiện đại có chiều dài 6.292,5 m, bao gồm 6 trụ chính, mỗi trụ cách nhau 1 km. Hệ thống gồm có 33 cabin, mỗi cabin có sức chứa 35 khách, công suất vận chuyển lên đến 2.000 khách/giờ. Thời gian di chuyển lên "nóc nhà Đông Dương" chỉ còn khoảng 15 phút thay vì 2 ngày đi trên chặng đường leo núi hiểm trở.
Tuyến cáp treo được khởi công vào ngày 2 tháng 11 năm 2013, nằm trong tổ hợp khu du lịch Sun World Fansipan Legend do Tập đoàn Sun Group đầu tư. Tại lễ khánh thành vào ngày 2 tháng 2 năm 2016, tuyến cáp treo đã được được Tổ chức Kỷ lục Thế giới Guinness trao chứng nhận 2 kỷ lục là: Cáp treo ba dây có độ chênh giữa ga đi – ga đến lớn nhất thế giới: 1.410 m và Cáp treo ba dây dài nhất thế giới: 6.292,5 m.